# Der Sturmvogel
Der Sturmvogel (Originaltitel: Skid Proof) ist ein US-amerikanisches Stummfilmdrama aus dem Jahr 1923 von Scott R. Dunlap mit Charles Jones in der Hauptrolle. Das Drehbuch basiert auf einer Originalstory von Byron Morgan.

## Handlung
Der Rennfahrer Jack Darwin wird eingeladen, an einem transkontinentalen Rennen teilzunehmen, das er verliert, als ein Konkurrent ihn aus einem Flugzeug beschießt. 
Jack wird später ein Filmstar und verliebt sich in eine Schauspielerin namens Nadine, die er davor bewahrt, einen Schurken zu heiraten. Jack nimmt an einem weiteren Rennen teil und gewinnt sowohl den ersten Preis als auch Nadine.

## Hintergrund
Laut einer Pressemeldung  vom 9. Juni 1923 sollte der Film ursprünglich am 17. Juni 1923 in die Kinos kommen. In einem Presseartikel vom Vortag hieß es jedoch, die Hauptdreharbeiten hätten erst vor Kurzem begonnen.
Die Rennszenen wurden mit einer Kamera gedreht, die am Heck eines Duesenberg-Rennwagens montiert war, wie ein Produktionsfoto vom 4. August 1923 zeigt. Auf dem Foto sind auch Kameramann Don Short und Regisseur Scott Dunlap zu sehen. Im September 1923 wurde enthüllt, dass Hauptdarsteller Charles „Buck“ Jones nach einer Szene, in der er über eine brennende Bockbrücke gefahren war, ins Krankenhaus eingeliefert wurde. Nach Abschluss der Aufnahmen hatte Jones zahlreiche Verbrennungen erlitten und brauchte mehrere Tage, um sich zu erholen. Jones sah sich später die fertige Sequenz an und kam zu dem Schluss, dass es das Risiko wert war.

## Veröffentlichung
Die Premiere des Films fand am 28. Juli 1923 in Burbank statt. 1924 kam er in Österreich in die Kinos.